# Bill Gerber
Bill Gerber é um produtor cinematográfico americano. Seus trabalhos de produção incluem Queen of the Damned, The Dukes of Hazzard e o remake A Star Is Born. Como reconhecimento, foi nomeado ao Óscar 2019 na categoria de Melhor Filme através de A Star Is Born.

## Filmografia
- Get Carter (2000); produtor executivo
- James Dean (2001); produtor executivo
- American Outlaws (2001); produtor
- Queen of the Damned (2002); produtor executivo
- Juwanna Mann (2002); produtor
- What a Girl Wants (2003); produtor
- The In-Laws (2003); produtor
- Grind (2003); produtor
- Un long dimanche de fiançailles (2004); produtor executivo
- The Dukes of Hazzard (2005); produtor
- Beerfest (2006); produtor
- The Dukes of Hazzard: The Beginning (2007); produtor
- Private Valentine: Blonde & Dangerous (2008); produtor
- Gran Torino (2008); produtor
- Action Point  (2018); produtor
- A Star Is Born (2018); produtor